# Croupier
Ne doit pas être confondu avec Croupe ou Croupière.
Pour l’article homonyme, voir Croupier (film, 1998).
 (juin 2022).
Si vous disposez d'ouvrages ou d'articles de référence ou si vous connaissez des sites web de qualité traitant du thème abordé ici, merci de compléter l'article en donnant les références utiles à sa vérifiabilité et en les liant à la section « Notes et références ».
 (juin 2022).
Le croupier est un employé d'établissement de jeux comme le casino, dont la principale fonction est d'animer une table de jeu traditionnel comme celle de la roulette, du blackjack ou encore celle du poker.

## Étymologie
Professionnel dont le nom signifie étymologiquement « sédentaire »,  « qui demeure assis », il désigne autrefois celui qui monte derrière quelqu'un (cavalier croupier sur la croupe du cheval). Au XVIIe siècle, il s'agit d'une personne qui se tient derrière un autre joueur auquel il est associé dans un jeu.

## Historique

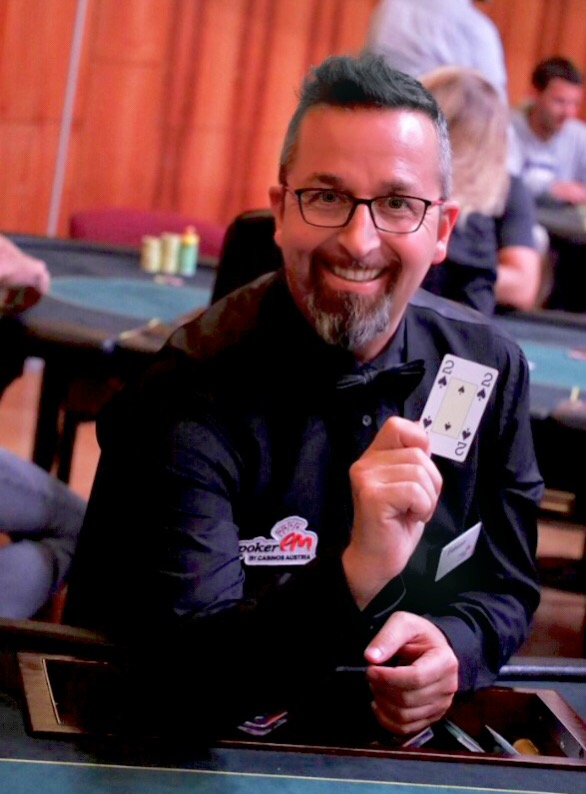
Croupier à Las Vegas (2011)

La première femme croupière fut Monique Pezola

## Conditions de travail
Les croupiers travaillent essentiellement de nuit (dans des pays comme l'Angleterre, les casinos étant pour la plupart ouverts 24h/24, les croupiers sont soumis aux 3×8 et travaillent de jour comme de nuit) soit dans des casinos, soit dans des cercles de jeu privés. Ils appartiennent aux membres du personnel de jeu et sont sous la responsabilité d'un chef de table, d'un chef de partie, d'un membre du comité de direction ainsi que d'un directeur des jeux. Aussi, le croupier travaille debout et accumule parfois de mauvaises postures qui peuvent engendrer mal de dos et fatigue.[à recycler]

## Compétences requises
Un croupier doit être très bon en calcul : son travail consiste à prendre en compte les mises des joueurs mais aussi de calculer le montant des gains, et ce dans un temps très court.
Par exemple, un blackjack représente 1,5 fois le montant de la mise, et un jeton en plein sur un numéro à la roulette représente 35 fois la mise. Le croupier se doit de faire le calcul de tête pour pouvoir payer correctement le joueur gagnant. Dans certains cas, il se doit de gérer le stress, la pression de certains joueurs ainsi que de ses supérieurs tout en restant concentré pour ne pas faire d'erreur de calcul.
La manipulation des jetons demande de la précision et du savoir-faire : le croupier a besoin de plusieurs années afin de bien maîtriser ses jetons et ses cartes.

## Formation
En France, il y a plusieurs possibilités pour une personne de devenir croupier :
- soit être formé en interne par un casino et signer un contrat d'embauche (bien souvent ces contrats sont de type CDD, et peu de casinos offrent cette opportunité[évasif]) ;

- soit passer par un centre de formation : il en existe plusieurs dans les grandes villes françaises (Paris, Lyon, Bordeaux, Moulins etc.) ou belges (Namur) ; ces formations sont payantes (environ 2 100 € pour une formation cercle de jeux, 4 100 € pour casino en littoral, et entre 4 100 et 7 300 € pour 3 mois de formation à l'international, à Manchester[réf. souhaitée]) mais assurent une meilleure approche des jeux qu'une formation en interne, et l'emploi est garanti à l'issue de la formation.

Un examen d'aptitude est obligatoire pour l'accès à ce type de formation. On y teste les capacités en calcul du candidat, ses connaissances générales et sa manipulation de jetons pour vérifier s'il est apte, physiquement et mentalement, à être formé.

## Avantage et inconvénients du métier de croupier
Ce métier est hors du commun, apporte beaucoup d'adrénaline durant certaines parties (cela dépend également du casino dans lequel le croupier exerce)[réf. nécessaire]. Il apporte un certain prestige et une élégance typiquement française[non neutre] , en particulier dans de grands casinos établis sur le littoral français, ou encore à Monaco et en Suisse, à Bâle. Il arrive parfois au croupier d'exercer en compagnie de joueurs fortunés ou populaires, ce qui offre d'intéressants cas de figure.
Mais ce métier reste dur et il est rare de voir des personnes persévérer dans cette branche car le travail de nuit, la pression et le stress souvent engendrés par les conditions de travail, ne permettent pas à un croupier de vivre, entre autres, une vie de famille normale et épanouie. Pour la majorité d'entre eux, après en moyenne dix ans d'exercice, ils envisagent un changement de cap : soit en évoluant toujours dans le milieu des casinos (en passant chef de table voir MCD dans certains cas selon le niveau d'études et l'expérience acquise), soit en effectuant une reconversion professionnelle en dehors des établissements de jeu.
En France, on compte toujours plus de croupiers hommes que femmes[réf. souhaitée]. Il en est de même pour les chefs de table, les chefs de partie ou encore les MCD et autres directeurs (tout comme le reste des entreprises en France, dans les casinos, la majorité des cadres sont des hommes). 
Les croupiers, en France, ne sont pas considérés comme travailleurs de nuit.
À l'étranger cependant, on favorise l'accès aux femmes dans les casinos car celles-ci seraient réputées plus appréciées, plus élégantes et plus performantes dans la fidélisation de client, dans le management et dans bien d'autres domaines[pertinence contestée][réf. nécessaire].
En France, le salaire est au début au SMIC jusqu'à 2100 € brut suivant le poste et l'évolution[réf. nécessaire].
En Angleterre, le salaire du débutant est à 1600 € net[réf. nécessaire].
En Australie, le salaire est de 1500 $ par semaine[réf. nécessaire].

## Filmographie
- Croupier (1998), réalisé par Mike Hodges, avec Clive Owen